# Медовые напитки

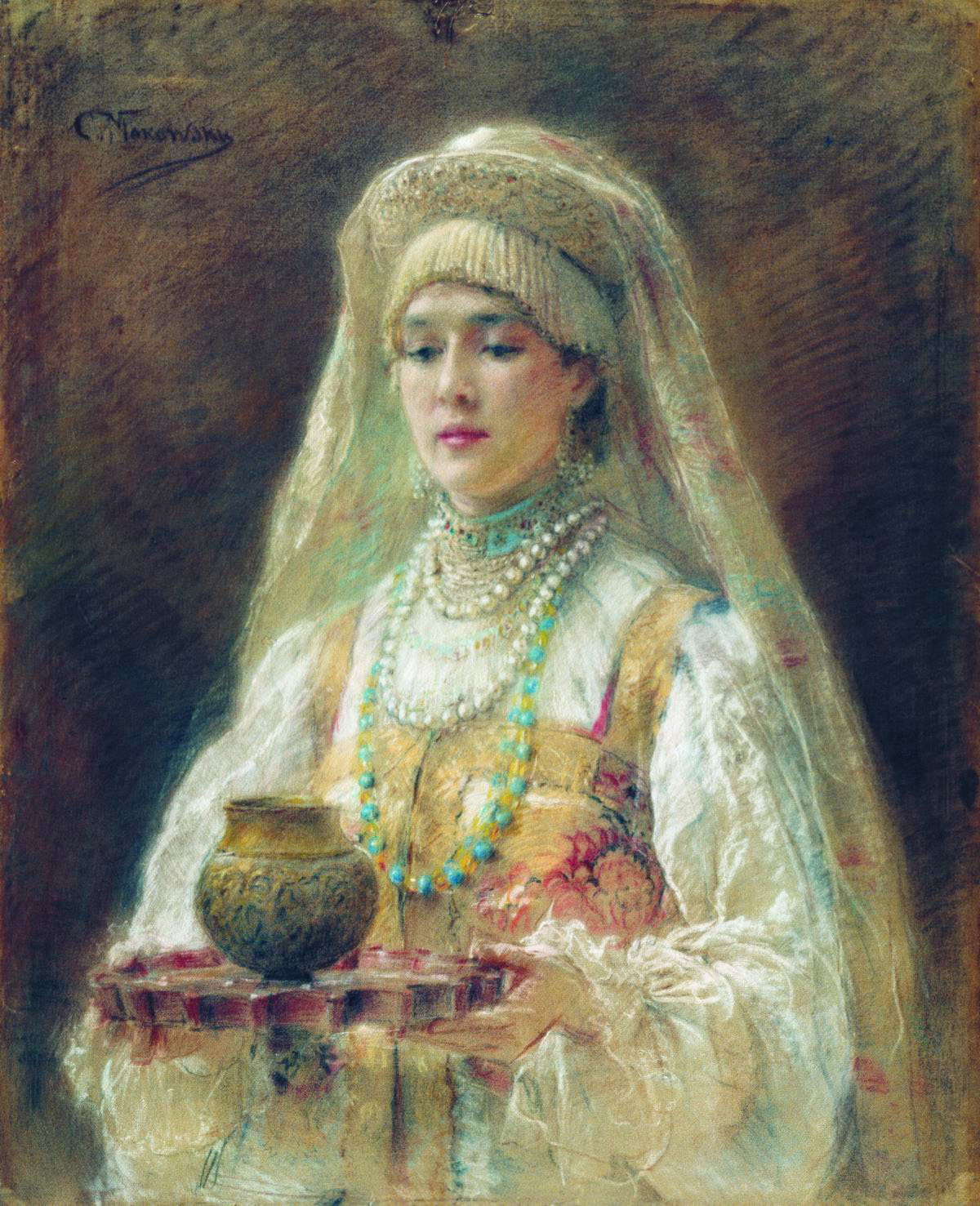
Константин Маковский. Чарка мёду. Начало 1880-х годов. Донецкий областной художественный музей

Медо́вые напи́тки — напитки, основным сырьём для которых является мёд. Могут быть как алкогольными, так и безалкогольными. Изготавливались всеми народами Европы, Азии и Африки с древнейших времен .

## История
Алкогольные напитки на основе мёда известны издавна и встречались у большинства древнейших народов Европы — у древних славян, скандинавов, германцев, греков, литовцев, пиктов, валлийцев и других.
В первой половине XVI века началось вытеснение медовых напитков водкой, в последующие столетия утрачиваются и их рецепты, передававшиеся, в основном, в устной форме. Кроме появления более дешёвых алкогольных напитков, значительную роль в сокращении медоварения сыграла длительность приготовления напитка, исчисляемая годами, а также огромные потери сырья — до 50 % от закладки. Причём для правильного приготовления мёда необходимы были крупные по объёму закладки, порядка сотен килограмм.
Появившиеся позже, в XVII—XVIII веках, «мёды», «медки» и «медовухи», дошедшие до наших дней, готовятся по другим рецептам и имеют мало общего с классическими медовыми напитками. Сейчас рецепты приготовления медовых напитков восстановлены.

### Медовый напиток в древние времена
Напиток, получаемый из мёда путём брожения, известен с древних времён.
Уже древние индоевропейцы считали мёд сакральным продуктом. Археологические находки, происходящие из святилищ, начиная с 7—6 тыс. до н. э., дают примеры изображений циклов производства мёда. Древние индоевропейцы считали, что в загробном (небесном) мире существуют медовые реки, а медовый опьяняющий напиток они связывали с представлениями о медовом дожде, который проливается на землю из небесной реки. Пчёлы могли восприниматься как насекомые, добывающие мёд именно из небесной реки. Таким образом, медовый напиток связывается с потусторонним миром и с идеей бессмертия.

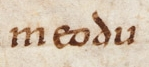
Упоминание питного «meodu» в «Беовульфе»

У германцев медовый напиток воспринимался как дар людям от богов. У скандинавов известен как дар Одина. Этот дар, под названием «мёд поэзии» дал людям поэтический талант, чтимый за магическую власть, которую даёт умение обращаться со словом. Одновременно у германцев употребление мёда служило ритуалом перехода в потусторонний мир (так, убитого могли называть «опьянённым»).
У славян медовый напиток был ритуальным, который они разделяли с богами. Медовый напиток ассоциировался с рекой потустороннего мира, в которой текут медово-молочные воды. Согласно исследованиям, мёд постоянно сопровождал славянские религиозные приношения и пиршества.
На востоке медовый напиток делали с пряностями: гвоздикой, шафраном, имбирем и другими.

### Средневековье
На Руси медовый напиток сначала назывался просто «мёд» или «мёд питный».
Готовился такой мёд путём медостава («ставленный мёд» от 5 до 20 лет перебраживался из натурального нестерилизованного мёда в зарытых в землю дубовых бочках).
С XI века наряду с методом медостава используется метод варения, благодаря которому стало возможно получать напиток уже через месяц, однако мёд приходилось стерилизовать кипячением.
На протяжении всего Средневековья на Руси использовали напиток мёд в ритуалах по случаю рождения, в поминальных ритуалах, также он был неизменным во всех крупных семейных праздниках, был постоянным атрибутом гостеприимного хозяина, а также замечен при использовании в домашней волошбе.
Издревле мёд был частью культовых и обрядовых церемоний. Во время брачной церемонии молодые получали в подарок бочонок мёда в десяток килограмм, который полагалось съесть за месяц. Отсюда, кстати, и пошло выражение «медовый месяц». Мёд на Руси любили и потребляли в больших количествах — об этом говорят старинные рецепты вроде «развести 12 вёдрами воды 1,5 пуда мёда…», «на 96 литров речной чистой воды положить 16 кг мёда…». 

### Новое и новейшее время
В XV веке практически полностью перестают готовить мёд методом медостава. Исчезает ритуал употребления мёда до еды.

В XVII веке медоварение становится редким явлением, так как мёд вытесняется вином.

К XIX веку медоварение возрождается, а с ним появляются медовые напитки под именем «медовуха».

## Питный мёд
Питный мёд — праздничный древнерусский напиток. Первоначально при изготовлении такого напитка не использовали воду и не добавляли алкоголь, он был свободен от сивушных масел, тяжёлых спиртов, жирных кислот и имел свойственные только ему ароматически-вкусовые показатели.
Рецепты приготовления медовых напитков на Руси описал в XVII веке Чарльз Карлайл.

### Ставленый мёд
По косвенным византийским источникам можно заключить, что в конце IX века, некоторые славянские племена, особенно древляне и поляне, умели сбраживать и выдерживать мёд. Рецепт приготовления такого мёда был описан в «Домострое».
Технология изготовления ставленого мёда напоминала технологию изготовления вина. Брали две трети и более мёда и одну треть сока ягод (обычно использовалась брусника, вишня или малина) без добавления воды. Смесь подвергалась естественному брожению в бочках или открытых чанах, после чего её многократно переливали и выдерживали в засмоленных бочонках, которые зарывали в землю на длительный срок — 15—20 (иногда до 40) лет. Минимальный срок до готовности напитка был 5—8 лет, хотя такой мёд считался недодержанным.
Недостатком такой технологии было слишком долгое время изготовления, и из-за этого она применялась крайне редко.

### Хмельной мёд
Хмельной медовый напиток у русов упоминается путешественником Ибн-Руста в 921 году.
Рецептура была такая же, как и у ставленого мёда, но в смесь мёда и сока ягод ещё до начала брожения добавляли хмель. В результате мёд получался более крепким. Идеальным сроком выдержки для хмельного мёда считались 10 лет, но употреблять его можно было уже на третий год.

### Варёный мёд
В Повести временных лет мёд впервые упоминается под 996 годом, где сказано, что Владимир велел сварить 300 проварь мёду.
Несмотря на двукратное сокращение времени готовности хмельного мёда относительно ставленого, процесс всё же оставался длительным, и поэтому появился варёный мёд, который делали по примерно такой же технологии, как и пиво, причём на изготовление уходило меньше сырья и получалось гораздо меньше отходов. При этом способе напиток был готов уже через две-три недели.

## Сыта
Сыта (пол. syta, серб. сита; эрз. Арво) — вода, подслащённая мёдом, медовый взвар, разварной мёд на воде. Встречается у славян повсеместно, а также у мордвы. Использовалась для приготовления любимых у восточных славян сладких лакомств (сытников). С сытой ели кутью. 
Один из рецептов приготовления сыты заключался в заливании кипятком медовых сотов, заложенных в бочку. После растворения мёда в воде напиток процеживался от воска и употреблялся в охлаждённом виде. По другому рецепту, для получения сыты мёд, порой даже в сотах, заливали тёплой водой (до +30 °C), но не горячей, так как иначе начинал плавиться воск в сотах. Иногда сыту уваривали на огне, для вкуса могли добавлять травы, пряности, хмель.

## Пуре
У мордвы был популярен напиток, известный под названием пуре, при изготовлении которого использовалась перга, приготовление сочетало в себе как «пивную», так и «винную» технологии, переливы, «подкормку» мёда и даже его вымораживание. При таком изготовлении напиток был готов уже через год.

## Медовое вино
Изготовление медовых вин получило широкое распространение в умеренных зонах, в частности в России, где климатические условия не располагали к выращиванию и селекции винограда. Исторически сложилось, что вино в России производилось преимущественно из ягод и плодов, с добавлением мёда и целебных трав.
Натуральное крепкое вино возможно получить естественным путём только сбраживанием мёда. «Счастливы будут те времена, — писал выдающийся знаток медоварения профессор Цессельский, — когда вместо водки и пива наш мужичок будет подкрепляться собственным напитком, приготовленным из мёда и фруктов».
Начало медоварения на Руси было положено в глубокой древности. Медовый напиток считался очень ценным продуктом. Мёд хмельной варили и на монастырских землях, мёд приносили в дань церквям. К недостаткам традиционных способов приготовления медовых вин следует отнести длительность процесса кипячения медового раствора (что приводило к снижению биологической активности готового вина), длительный процесс его приготовления и непродолжительный срок хранения.
Производство медовых вин в России сравнительно молодая отрасль. Технология производства медовых вин обеспечивает сохранность ценных качеств природных компонентов медового сусла, сравнительно высоких органолептических достоинств медового вина, ускорение сроков его получения и увеличение продолжительности его хранения. Обязательными компонентами медового сусла являются цветочная пыльца, шишки хмеля, пряности, коренья, ягоды. Для активизации брожения применяют расы чистых культур винных дрожжей.
Цветочная пыльца содержит в больших количествах все заменимые и незаменимые аминокислоты, углеводы, витамины С, В1, В2, В3, В6, Н, В12, провитамины А, D, Е, Р и др., а также гормоны, ферменты, выполняющие функцию биологических катализаторов, и фитонциды, обладающие бактерицидными свойствами. Процесс брожения измельчённой пыльцы в медовом сусле в присутствии чистой культуры винных дрожжей способствует не только активизации перехода биологически активных веществ цветочной пыльцы в сбраживаемое сусло, но и обеспечивает наибольшую полноту их извлечения и стабилизацию для последующих технологических операций. Это приводит к повышению биологической ценности готового вина, а также увеличивает срок его хранения за счёт придания ему бактерицидных свойств.
Необходимым компонентом медового сусла является хмель. Шишки хмеля закладывают в бродильные ёмкости в начале брожения для повышения крепости напитка и улучшения его органолептических показателей. Хмель богат эфирными и дубильными веществами, которые способствуют естественному осветлению вина и предохраняют от скисания.
Технология изготовления
Технология приготовления медового вина предусматривает растворение натурального пчелиного мёда в воде, введение в раствор других компонентов согласно рецептуре, сбраживание полученного сусла, его выдерживание, снятие с осадка, пастеризацию, фильтрование, купажирование и разлив.
В компонент рецептуры медового вина входят настои пряноароматического натурального сырья: пряности, коренья, ягоды. Каждый вид природного сырья перебирают, удаляя посторонние примеси и испорченные части растений, затем измельчают и заливают спирто-водным раствором (50 % об.) в соотношении 1:10. Качественный этиловый спирт используется как консервант. Ежедневно перемешивая, получают настой через 15—20 дней. Готовый настой освобождается от осадка.
Расчётное количество разогретого мёда, питьевой воды, раствора цветочной пыльцы, настоя ягод или трав перекачивают в купажёр из нержавеющей стали, и 30 минут перемешивают электромешалкой. Полученное медовое сусло перекачивают в ёмкость из нержавеющей стали для сбраживания, добавляя шишки хмеля и разводку чистой культуры винных дрожжей. Процесс брожения протекает без доступа воздуха в герметично закрытых ёмкостях, снабжённых водяным затвором для сброса образующейся при брожении углекислоты. Температуру поддерживают в пределах 18—20 град. С, тщательно следят за режимом брожения сусла.
По окончании брожения сусло снимают с дрожжевого осадка и пастеризуют. Пастеризованный продукт ставят на выдержку в герметично закрытых ёмкостях на минимум две-три недели. При выдержке медовые вина приобретают особые вкусовые и ароматические качества, осветляются, приобретая золотистый оттенок. По окончании выдержки вина подвергаются дополнительной фильтрации для получения прозрачного с блеском готового продукта.
Готовое натуральное медовое вино перекачивают в ёмкость для разлива, а затем фасуют в потребительскую тару.
Срок годности продукта 1 год при хранении в температуре от 0 до 16° С. Десертные вина из мёда следует пить охлаждёнными.

## Медовое пиво
Медо́вое пиво (перевар, нем. Braggot) — слабоалкогольный напиток, получаемый спиртовым брожением медовой сыты с хмелем, иногда с добавлением пивных дрожжей. По классификации Mazer Cup International коммерческие сорта медового пива должны содержать не менее 20 % мёда. По классификации BJCP (Программа Сертификации Пивных Судей) медовое пиво, или Braggot, должно содержать не менее 50 % мёда.

## Сбитень
Сбитень — старинный восточно-славянский напиток из воды, мёда и пряностей, в число которых нередко входили лечебные травяные сборы. Впервые упомянут в славянских летописях в 1128 году. Употребляют горячим или холодным.
Первое упоминание о сбитне как о напитке, широко употребляемом славянами, относится к летописным источникам XII века. Тогда он назывался переваром, а позднее — взваром или просто варом. До появления в России чая сбитень, пожалуй, был единственным горячим напитком русов, приготавливали его в специальных самоварах.

## Медовуха
Медовуха — алкогольный напиток, приготавливаемый из воды, мёда и дрожжей с различными вкусовыми добавками. Алкогольные напитки из сброженного меда были известны с древности по всей Европе, Африке и Азии .

### Комментарии
1. ↑  По археологическим данным, напитки из сброженного меда появились раньше виноградного вина[1]

### Сноски
1. ↑  How the pandemic made us more adventurous drinkers Архивная копия от 28 октября 2021 на Wayback Machine, BBC, 28.10.2021
2. 1 2 3 4 5  В. В. Похлёбкин, 1988, с. 98.
3. 1 2  В. В. Похлёбкин, 1988, с. 99.
4. ↑  Ковалев, Могильный, 1990, с. 230.
5. 1 2 3  Похлёбкин, 2009, с. 33.
6. ↑  Супруненко, 2007, с. 386.
7. ↑  Цесельский, 1910, с. 11—15.
8. ↑  Похлёбкин, 2009, с. 94.
9. ↑  Цесельский, 1910, с. 36.
10. ↑  Maguelonne Toussaint-Samat (Anthea Bell, tr.) The History of Food, 2nd ed. 2009:30.
11. ↑  Hornsey, Ian. A History of Beer and Brewing. — Royal Society of Chemistry, 2003. — P. 7. — ISBN 978-0-85404-630-0. Архивная копия от 28 октября 2021 на Wayback Machine